# Ty Cobb (chanson)
Singles de Soundgarden
Blow Up the Outside World Bleed Together
Ty Cobb, est la cinquième piste du dernier album de Soundgarden, Down on the Upside, écrit par Chris Cornell et Ben Shepherd.